# Tectocarabodes monstruosus
Tectocarabodes monstruosus är en kvalsterart som beskrevs av Sandór Mahunka 1988. Tectocarabodes monstruosus ingår i släktet Tectocarabodes och familjen Carabodidae. Inga underarter finns listade i Catalogue of Life.